# Michail Igorewitsch Kuklew
Michail Igorewitsch Kuklew (russisch Михаил Игоревич Куклев; * 24. August 1982 in Moskau, Russische SFSR) ist ein russischer Eishockeyspieler, der seit 2010 bei Metallurg Nowokusnezk in der Kontinentalen Hockey-Liga unter Vertrag steht.

## Karriere
Michail Kuklew begann seine Karriere als Eishockeyspieler in seiner Heimatstadt in der Nachwuchsabteilung des HK Dynamo Moskau, für dessen zweite Mannschaft er in der Saison 1998/99 sein Debüt in der einmalig vom russischen Verband ausgetragenen zweiten Spielklasse gab. Von 2000 bis 2006 spielte der Verteidiger in der Wysschaja Liga, der regulären zweiten russischen Spielklasse. Dort lief er in diesem Zeitraum ein Jahr lang für den THK Twer, zwei Jahre lang für ZSK WWS Samara und drei Jahre lang für Neftjanik Leninogorsk auf. In der Saison 2006/07 stand er für Metallurg Nowokusnezk in der Superliga auf dem Eis, wobei er zudem in acht Spielen für den Zweitligisten Sauralje Kurgan antrat.
Von 2007 bis 2010 spielte Kuklew für Sewerstal Tscherepowez – zunächst in der Superliga und ab der Saison 2008/09 in der neu gegründeten Kontinentalen Hockey-Liga. Zur Saison 2010/11 wurde der Linksschütze vom KHL-Teilnehmer Metallurg Nowokusnezk verpflichtet, für das er seither spielt.

## KHL-Statistik
(Stand: Ende der Saison 2010/11)